# 1952 en Lorraine
Chronologie de la Lorraine
- 1948
- 1949
- 1950
- 1951
- 1952
- 1953
- 1954
- 1955
- 1956

Cette page est une liste d'événements qui se sont produits durant l'année 1952 en Lorraine.

## Événements

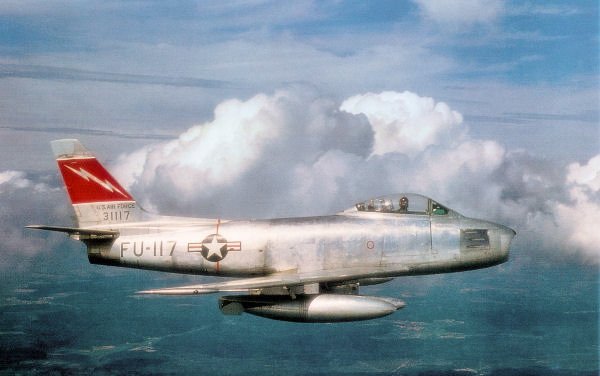
F-86 H en vol

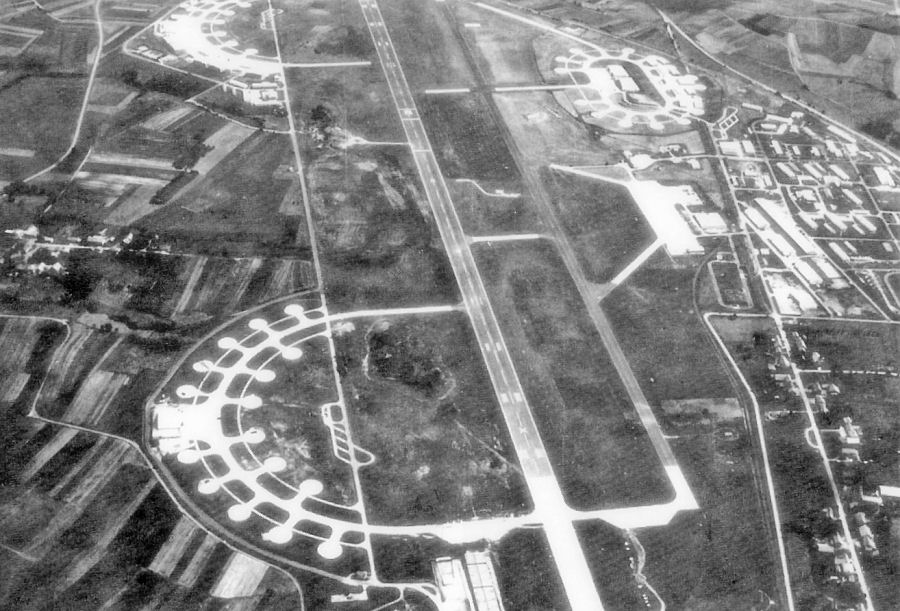
Vue aérienne de la Base aérienne de Phalsbourg-Bourscheid à l'automne 1956

- Début de la construction de la Base aérienne de Phalsbourg-Bourscheid, actuel quartier La Horie, coordonnée par le 7040th Air Base Squadron de l'United States Air Forces in Europe.
- Fermeture de la Mine de Fontoy [1]
- Construction de Toul-Rosières Air Base (TRAB) par l'USAFE au titre de l'Organisation du traité de l'Atlantique nord.
- Début de la construction, toujours pour l'USAFE, de ce qui sera désormais connu sous le nom de Chambley-Bussieres (sans l'accent sur le e, à l'américaine).
- Jo Schlesser et Louis Bathelier sur Dyna Panhard Cabriolet, remportent le rallye de Lorraine[2],[3].
- Tournage à Faulquemont du film Les Hommes de la nuit de Henri Fabiani[4]
- Mise en service de la centrale à Saint-Avold[5].

- 6 avril : Georges Gaillemin est élu député au second tour à la suite du décès de Jacques Ducreux en février 1952.
- Sont élus sénateurs de Meurthe-et-Moselle : Pierre de Boissonneaux de Chevigny et Raymond Pinchard
- Est élu sénateur de la Meuse : Martial Brousse
- Est élu sénateur de la Moselle : Jean-Éric Bousch.
- Pol Konsler membre de la Société de tir de Nancy participe aux Jeux olympiques d'été en 1952[6] à Helsinki en Finlande avec les résultats suivants :
  - Carabine 50 mètres 3 positions : 30e
  - Carabine 50 mètres couché : 33e
- 7 septembre : une stèle à la mémoire de Jean-Pierre Jean, sculptée par Eugène Gatelet est inaugurée par Robert Schuman rue Clovis à Metz[7].
- Décembre 1952 : début de la production de la Sollac à Sérémange[8].

## Inscriptions ou classements aux titre des monuments historiques
- En Meurthe-et-Moselle : Caserne Thiry à Nancy[9]

## Naissances

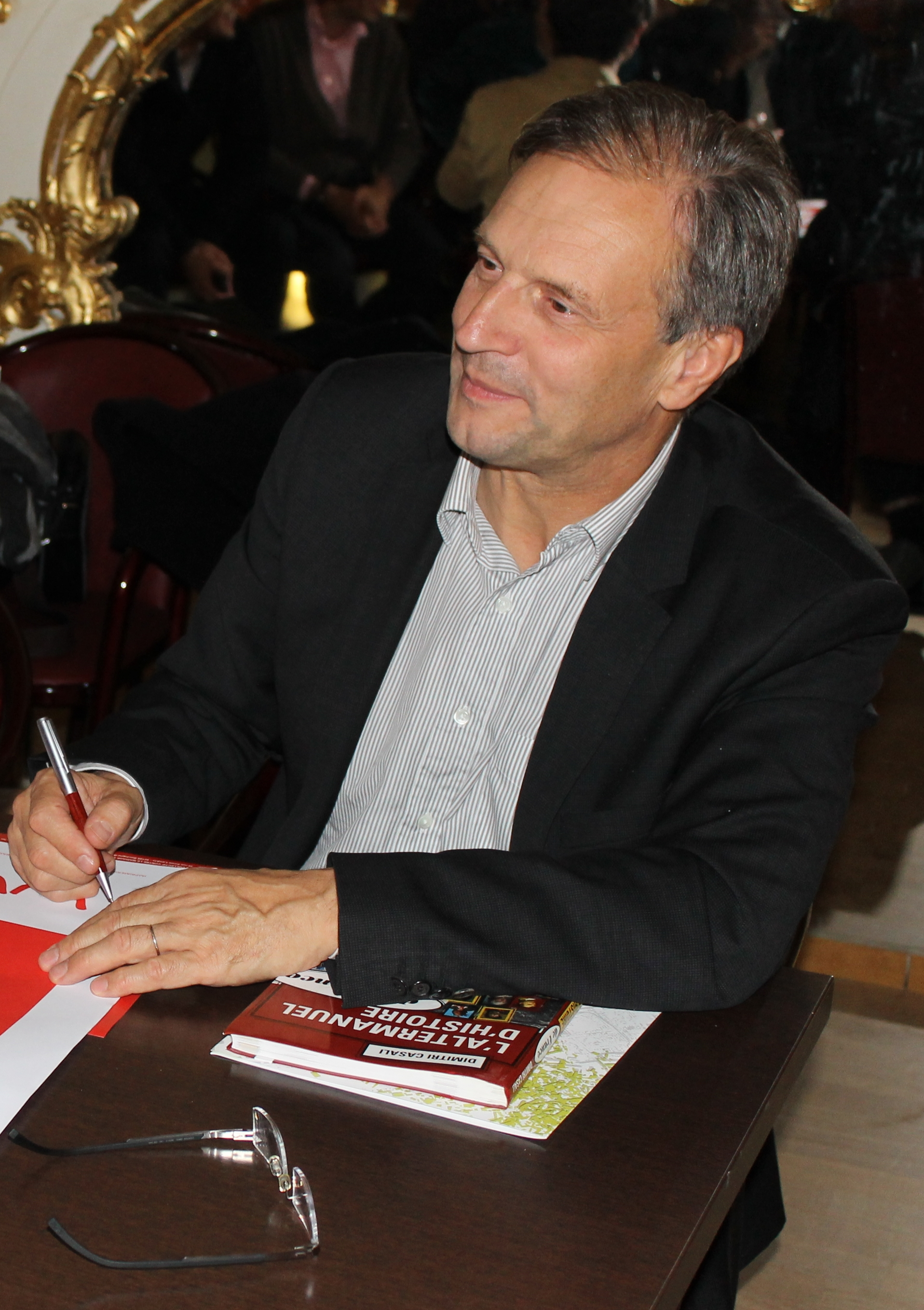
Jacques Lamblin en 2012

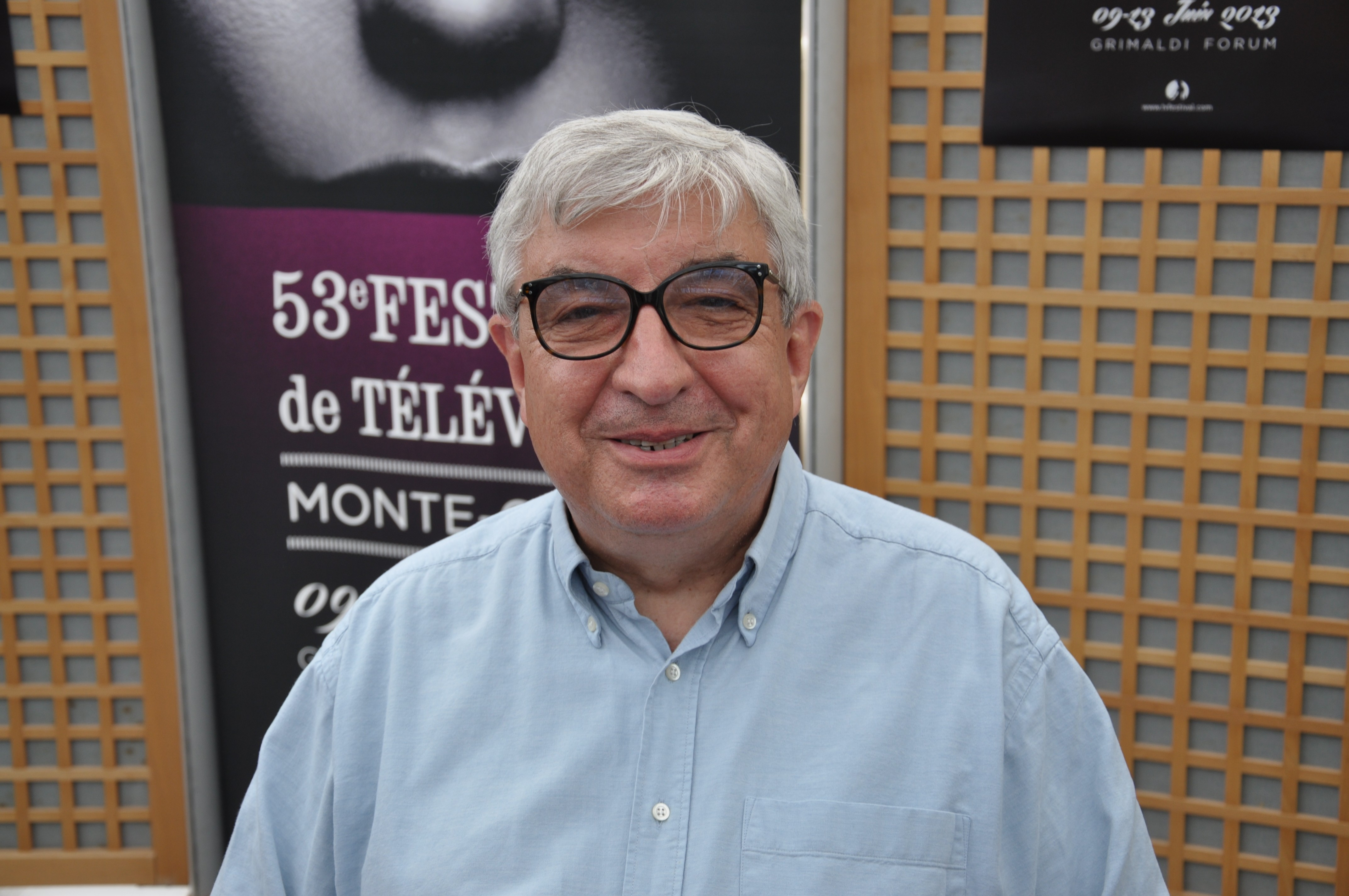
Thierry Heckendorn

- 1er janvier à Rupt-sur-Moselle : Benoit Tremsal, artiste plasticien franco-allemand, mort le 8 avril 2022 à Eitorf[10].
- 9 février à Bar-le-Duc : Alain Buyse, mort le 6 mai 2018 à Lille[11], sérigraphe et éditeur français.
- 12 février à Forbach : René Taesch, mort le 9 mars 2021 à Ars-Laquenexy[12]),  photographe français, également vidéaste, écrivain, conteur et musicien.
- 5 mars à Creutzwald : Jean-Luc Vilmouth, sculpteur français, mort le 17 décembre 2015 (à 63 ans) à Taipei[13],[14] (Taïwan). Il enseignait à l'École nationale supérieure des beaux-arts de Paris.
- 12 mars à Longwy : Jean-Marc Todeschini, homme politique français.
- 25 mars à Metz : Pierre Hanot, romancier, plasticien et musicien français.
- 29 mars : Gilbert Maurer, homme politique français.
- 1 avril à Nancy : Gérald Tenenbaum, mathématicien et écrivain français.
- 12 avril à Metz : Pierre Stolze, auteur français de science-fiction, ancien professeur de lettres classiques.
- 21 avril à Oudrenne : Bernard Guirkinger, ingénieur, administrateur et dirigeant de sociétés (ex-PDG de Lyonnaise des Eaux et directeur général adjoint de Suez Environnement). De 2010 à 2015, il a été membre du Conseil économique, social et environnemental[15]. Il a été vice-président de l’Institut Pasteur de 2008 à 2016[16]. Il est délégué régional Grand Est du Groupe SOS depuis 2013.
- 4 juin à Nancy : Antoine Hennion, sociologue français. Il est actuellement (en 2007) professeur et directeur de recherches au Centre de sociologie de l'innovation (CSI) de l'école Mines ParisTech. Il a dirigé le CSI de 1994 à 2002.
- 10 juin à Stiring-Wendel : Denis Trierweiler, philosophe, spécialiste de la pensée de Hans Blumenberg, et journaliste français[17],[18].
- 24 juin à Remiremont : Pierre Grosjean[19], mort assassiné le 26 mars 1983 au Nicaragua, médecin français.
- 3 juillet à Xonrupt : Jean-Paul Pierrat, fondeur français.
- 21 juillet à Creutzwald : Nathalie Hélène Christine Deruelle, physicienne française, directrice de recherche au CNRS, membre du laboratoire astro-particules et cosmologie de Paris-Diderot et affiliée à l'institut Yukawa de Kyoto.
- 23 juillet à Mont-Saint-Martin : Martial Bourquin, homme politique français, maire d'Audincourt et ancien sénateur du Doubs.
- 26 juillet à Moyeuvre-Grande : Jean-Maurice Waldruche de Montremy, plus connu sous le nom Jean-Maurice de Montremy, journaliste, éditeur et écrivain français.
- 12 août à Metz : Philippe Walter, médiéviste français. Spécialiste des mythologies chrétiennes, notamment de la littérature arthurienne, et de l'imaginaire médiéval.
- 25 août à Boulay : Bernard Aubertin, facteur d'orgues français.
- 28 août à Gorcy : Serge Parsani, également appelé Sergio Parsani, coureur cycliste italien des années 1970 et 1980, devenu après sa carrière directeur sportif d'équipe cycliste.
- 29 août à Nancy : Jacques Lamblin, homme politique français, député UMP et maire de Lunéville.
- 10 septembre à Nancy : Claude Vautrin, journaliste et écrivain français.
- 19 septembre à Laxou : Pierre Pleimelding, footballeur puis entraîneur français, mort le 1er mai 2013[20] à Colmar.
- 22 septembre à Nomexy : Philippe Olivier, musicologue français, notamment spécialiste  de l'opéra.
- 23 septembre à Baccarat : Catherine Shan, née Catherine N’Diaye, morte le 11 septembre 2018 à Paris, journaliste, femme de lettres, scénariste et réalisatrice française.
- 28 septembre à Saint-Mihiel : Philippe Petitcolin[21], dirigeant d'entreprise français. Il a été le directeur général de Safran du 23 avril 2015 au 1er janvier 2021. Aujourd'hui, ce rôle est tenu par Olivier Andriès.
- 24 octobre à Metz : François Déroche[22],[23], orientaliste, islamologue, et spécialiste en codicologie[24] et en paléographie[22],[25].
- 25 octobre à Commercy : Francis Tripp, boxeur français. Francis Tripp est le père de Frédéric Tripp, champion de France des super-légers en 1998.
- 6 novembre à Metz : Thierry Heckendorn, acteur français.
- 27 novembre à Marange-Silvange : Jean-Louis Pauline, footballeur français, qui évoluait au poste de milieu de terrain.
- 19 décembre à Verdun : Christian Harbulot[26], stratégiste français spécialiste en intelligence économique. Il est directeur de l'École de guerre économique et directeur associé du cabinet de conseil Spin Partners, spécialisé en intelligence économique et lobbying.
- 29 décembre à Créhange : Arthur Muller, professeur d'archéologie grecque à l'Université Lille-III[27] et membre honoraire de l'Institut universitaire de France

## Décès
- à Nancy : Charles Fridrich, né à Nancy le 1er août 1876, décorateur français. Il fut un artiste de l'École de Nancy.
- Février : Jacques Ducreux, député des Vosges.
- 22 février à Nancy : Paul Nicolas, né le 25 mai 1875 à Laval-sur-Vologne (Vosges), maître verrier français.
- 3 mars à Vittel : Jean Bouloumié (né le 22 décembre 1878 à Vittel) fut maire et conseiller général de Vittel, directeur de la station thermale de Vittel et de la Société des Eaux de Vittel pendant près de 40 ans.
- 8 septembre à Velaine-en-Haye dans un accident de la circulation : Samuel Spanien[28], né le 24 février 1896 à Paris, avocat français. Il fut en particulier l'un des avocats de la défense lors du procès de Riom.